# Vân môn vàng
Vân môn vàng, tên khoa học Zantedeschia elliottiana, là một loài thực vật có hoa trong họ Ráy (Araceae). Loài này được (W.Watson) Engl. miêu tả khoa học đầu tiên năm 1915.

## Hình ảnh

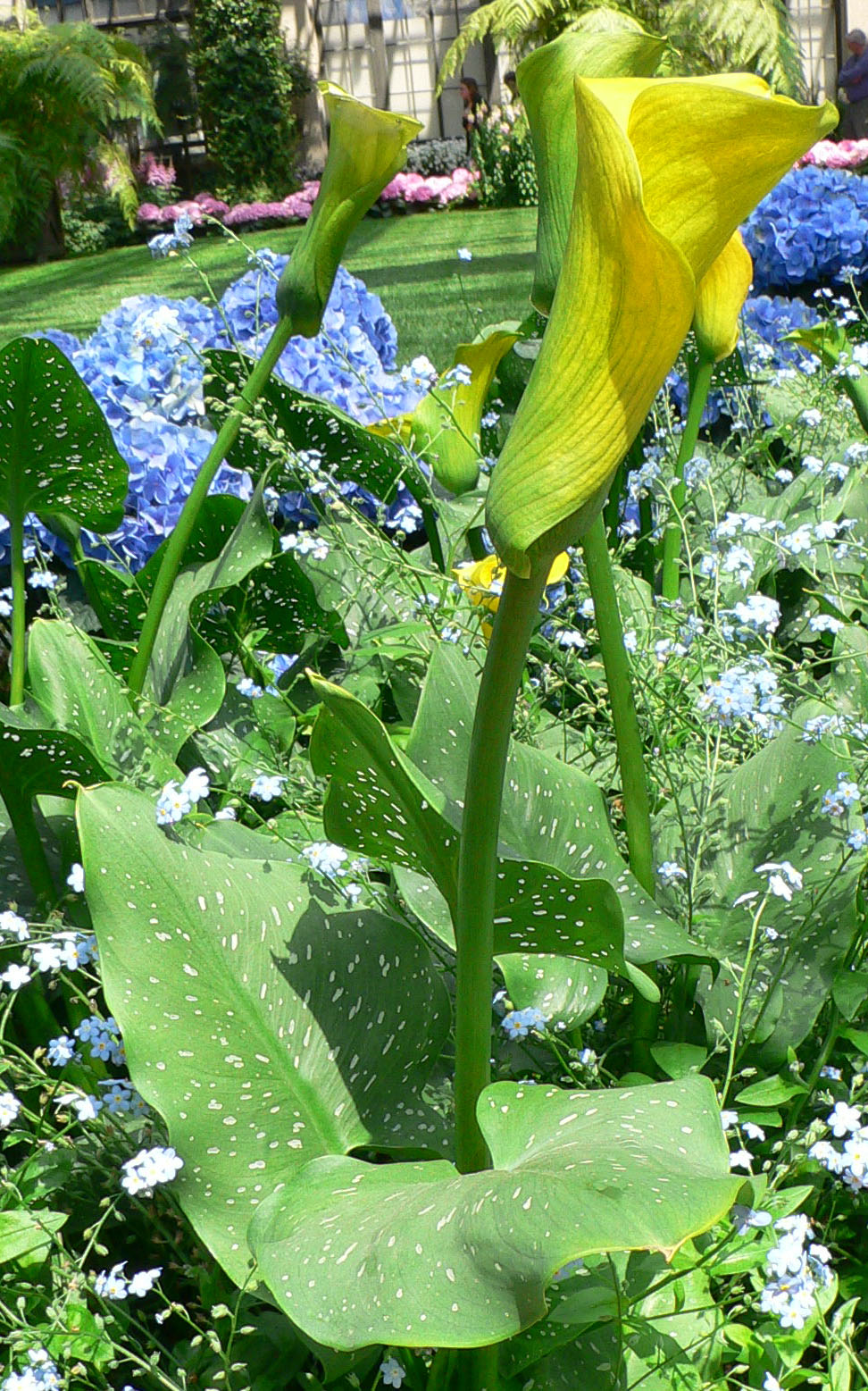
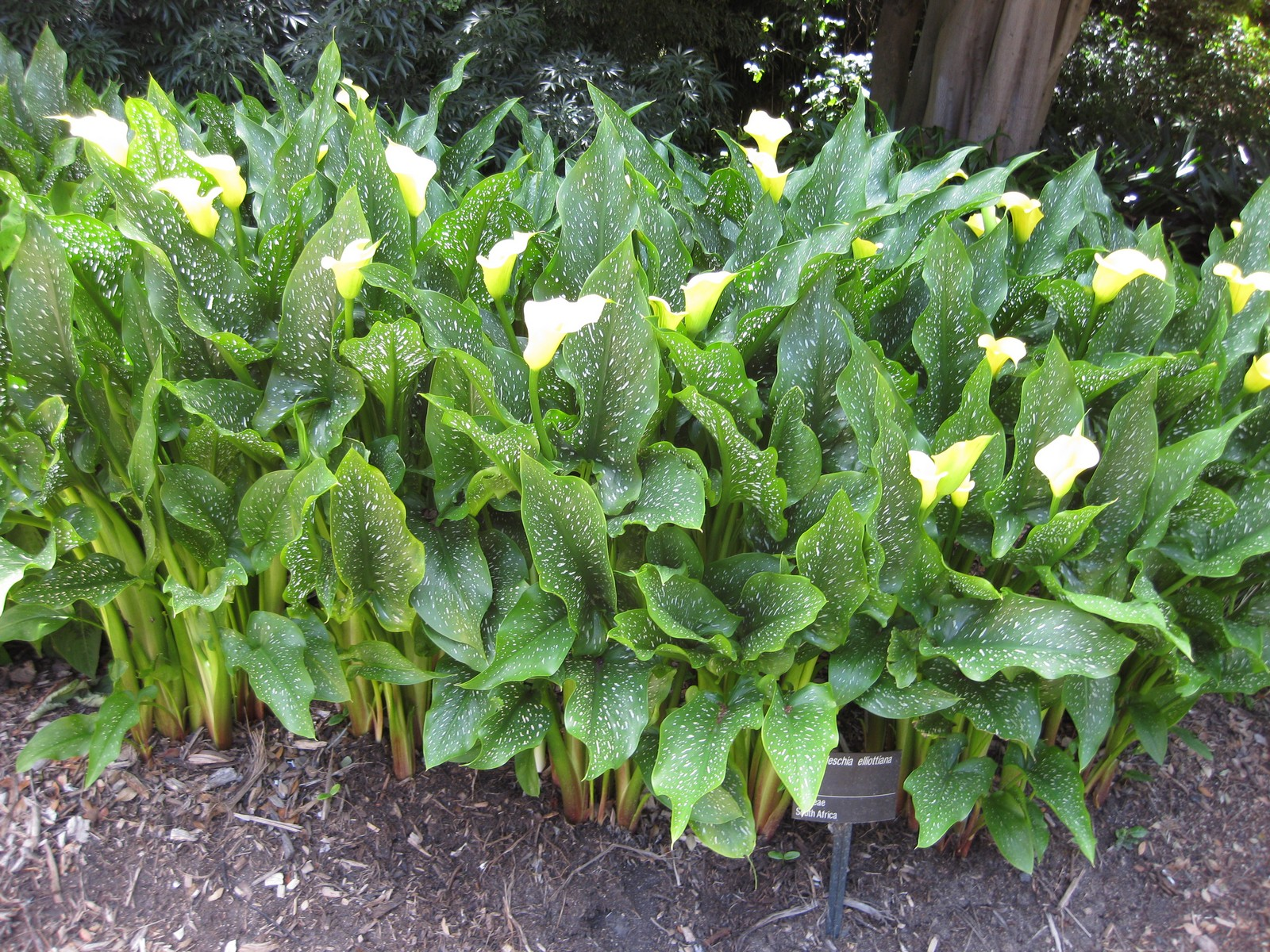
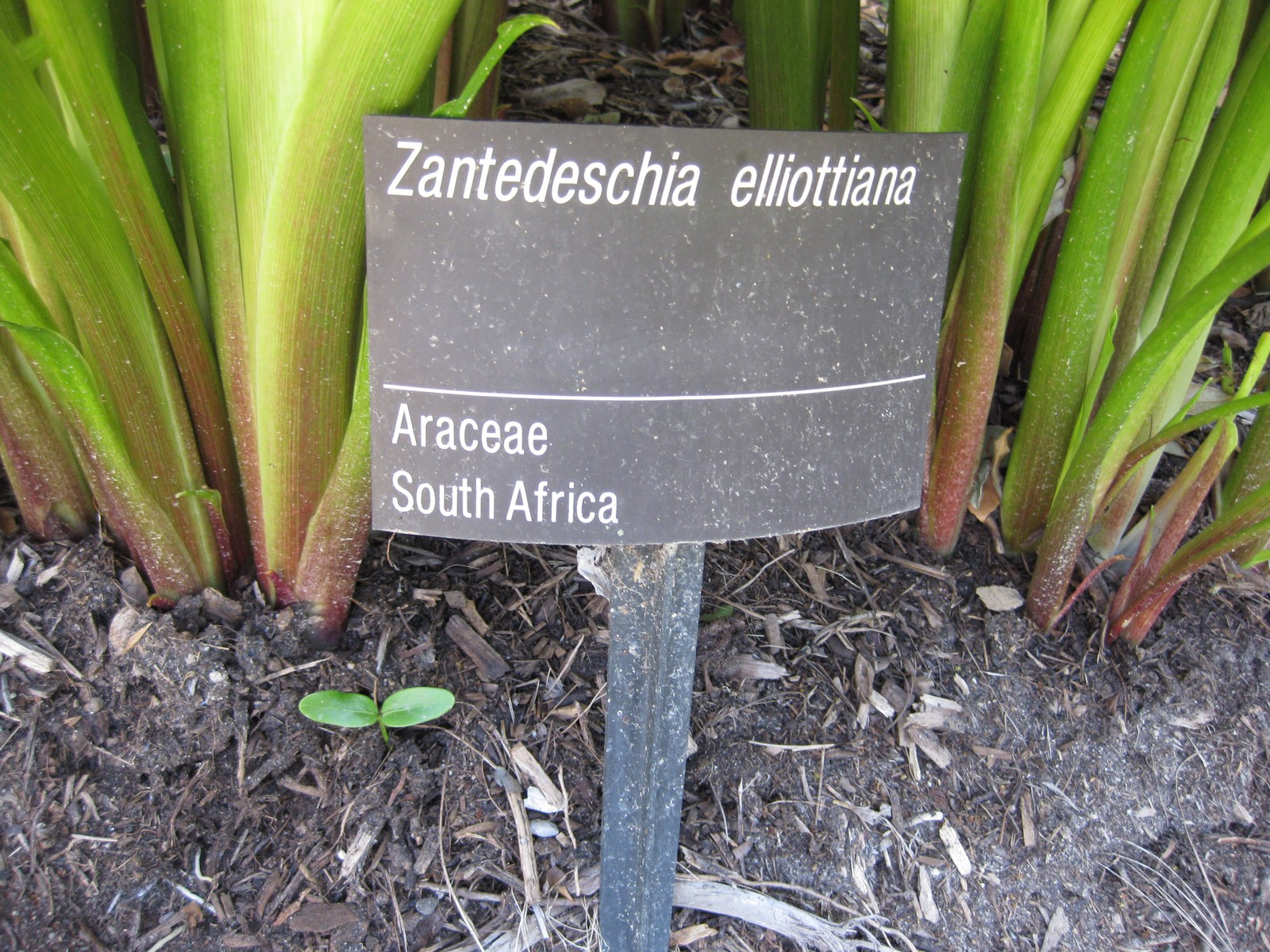
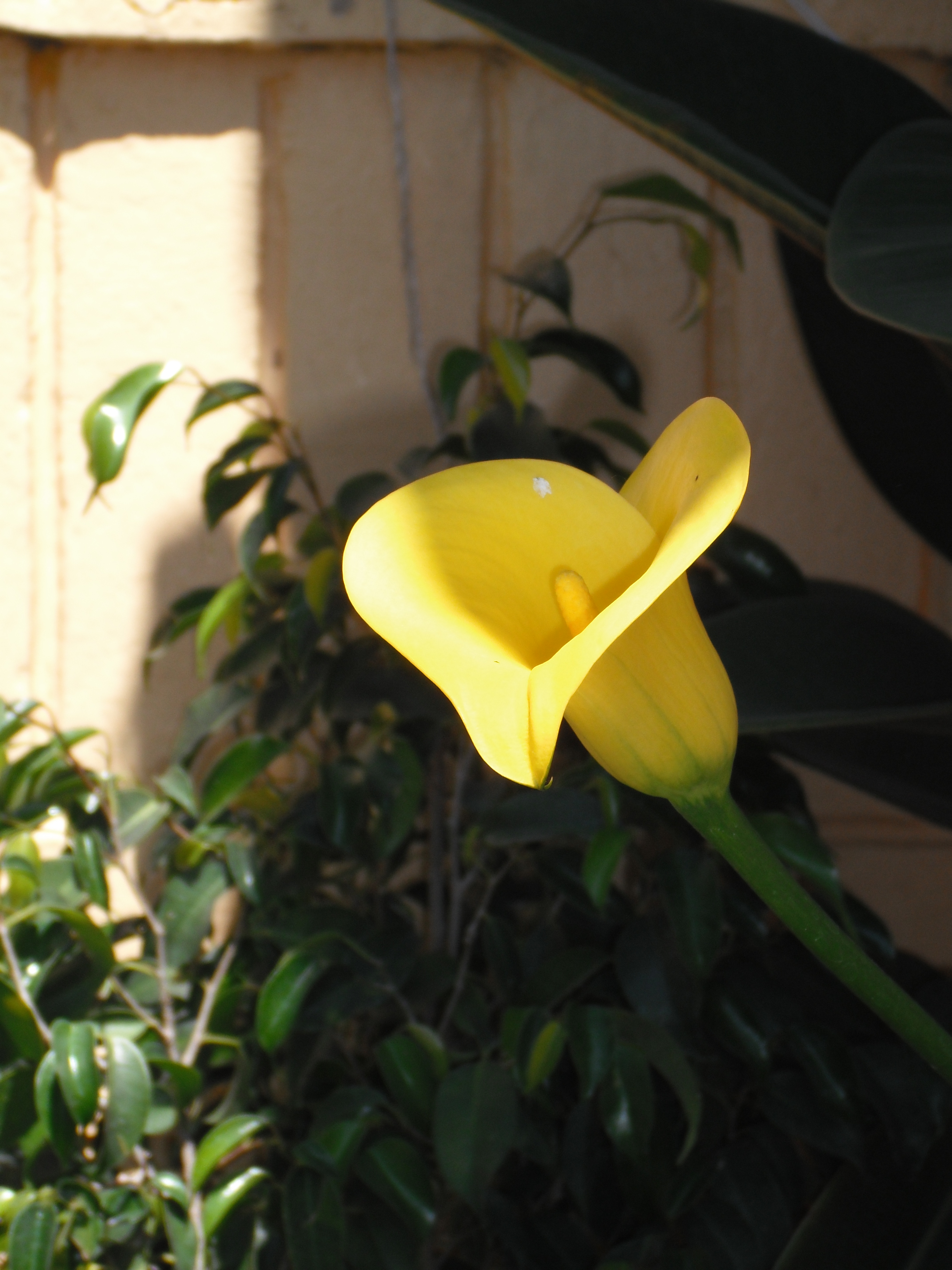